# Mizuki Yōko

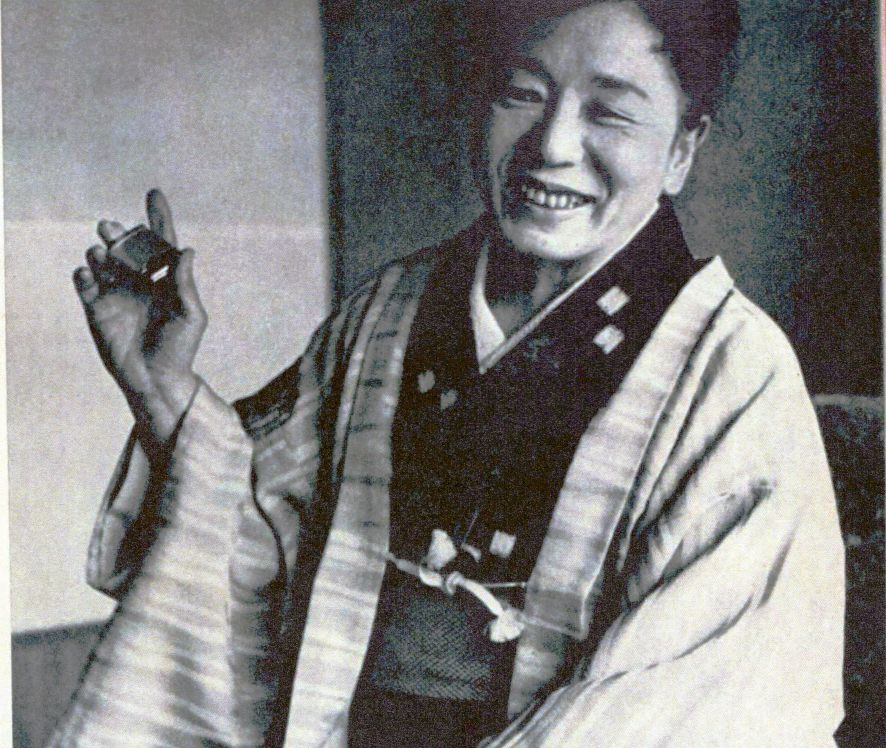
Mizuki Yōko, 1966

Mizuki Yōko (japanisch 水木洋子, eigentlich Takagi Tomiko; geboren 25. August 1910 in Tokio; gestorben 8. April 2003) war eine japanische Drehbuchautorin. Sie selbst gab 1913 als ihr Geburtsjahr an.

## Leben und Wirken
Mizuki Yōko erwarb sich Kenntnisse im Drehbuchschreiben unter dem Drehbuchautor Yasumi Toshio (1903–1991) und arbeitete mit ihm bei vielen Projekten zusammen. Ihr erstes Drehbuch, das verfilmt wurde, war im Jahr 1949 „Onna no isshō“ (女の一生) – „Das Leben einer Frau“ unter der Regie von Kamei Fumio (1908–1987). Weitere Drehbücher sind „Mata au hi made“ (また逢う日まで) – „Bis wir uns wiedersehen“ 1950, Regie Imai Tadashi, „Ukigumo“ (浮雲) – „Treibende Wolken“ 1955, Regie Naruse Mikio und „Kiku to Isamu“ (キクとイサム) – „Kiku und Isamu“ unter der Regie von Imai Tadashi, 1959. Alle drei Filme repräsentieren Mizukis beste Filme in den 1950ern. Weiter schrieb sie Drehbücher für „Okā-san“ (おかあさん) – „Mutter“, „Himeyuri no tō“ (ひめゆりの塔) – „Das Himeyuri-Mahnmal“.„Konki“ (婚期) – „Zeit zu heiraten“, „Mozu“ (もず), „Arega minato to tō da“ (あれが港の灯だ) – „Das ist das Leuchtfeuer vom Hafen“, „Kaidan“ (怪談) – „Gespenstergeschichten“ und „Amai ase“ (甘い汗) – „Süßer Schweiß“.
Mizuki schrieb auch Drehbücher für Fernsehfilme, darunter das für die NHK-Serie „Ryōma ga yuku“ (龍馬がゆく) – „Ryōma kommt“, eine Serie über den Nationalhelden Sakamoto Ryōma. Ihre Drehbücher zeigen, dass sie mit starkem sozialen Bewusstsein schrieb.
Zeitweilig war Mizuki mit dem Filmregisseur Tanikuchi Senkichi (谷口 千吉; 1912–2007) verheiratet.
1953 gehörte Mizuki zu den Ersten, die den Kikuchi-Kan-Preis erhielten, und zwar für „Okā-san“, „Himeyuri no tō“ und andere Drehbücher. 1959 erhielt sie den Blue Ribbon Award in der Kategorie Drehbuch, den Preis des Mainichi Eiga Concours, den NHK Rundfunkpreis und den Preis des Kultusministers für „Kiku to Isamu“. Auch die Drehbücher für „Konki“, „Mozu“, „Are ga minato no tō da“, „Kaidan“ und „Amai ase“ wurden ausgezeichnet.

## Hörspiel in Deutschland
- 1993: Wo Europa anfängt – Bearbeitung (Wort) und Regie: Corinne Frottier (Hörspielbearbeitung – SWF)